# Liste der Kulturdenkmale in Gittersee
Die Liste der Kulturdenkmale in Gittersee umfasst sämtliche Kulturdenkmale der Dresdner Gemarkung Gittersee. Grundlage bildet das Denkmalverzeichnis des Themenstadtplans Dresden, das sämtliche bis Januar 2006 vom Landesamt für Denkmalpflege Sachsen erfassten Kulturdenkmale beinhaltet. 
Die Anmerkungen sind zu beachten.
Diese Liste ist eine Teilliste der Liste der Kulturdenkmale in Dresden. 

## Legende
- Bild: Bild des Kulturdenkmals, ggf. zusätzlich mit einem Link zu weiteren Fotos des Kulturdenkmals im Medienarchiv Wikimedia Commons. Wenn man auf das Kamerasymbol klickt, können Fotos zu Kulturdenkmalen aus dieser Liste hochgeladen werden:
- Bezeichnung: Denkmalgeschützte Objekte und ggf. Bauwerksname des Kulturdenkmals
- Lage: Straßenname und Hausnummer oder Flurstücknummer des Kulturdenkmals. Die Grundsortierung der Liste erfolgt nach dieser Adresse. Der Link (Karte) führt zu verschiedenen Kartendiensten mit der Position des Kulturdenkmals. Fehlt dieser Link, wurden die Koordinaten noch nicht eingetragen. Sind diese bekannt, können sie über ein Tool mit einer Kartenansicht einfach nachgetragen werden. In dieser Kartenansicht sind Kulturdenkmale ohne Koordinaten mit einem roten bzw. orangen Marker dargestellt und können durch Verschieben auf die richtige Position in der Karte mit Koordinaten versehen werden. Kulturdenkmale ohne Bild sind an einem blauen bzw. roten Marker erkennbar.
- Datierung: Baubeginn, Fertigstellung, Datum der Erstnennung oder grobe zeitliche Einordnung entsprechend des Eintrags in der sächsischen Denkmaldatenbank
- Beschreibung: Kurzcharakteristik des Kulturdenkmals entsprechend des Eintrags in der sächsischen Denkmaldatenbank, ggf. ergänzt durch die dort nur selten veröffentlichten Erfassungstexte oder zusätzliche Informationen
- ID: Vom Landesamt für Denkmalpflege Sachsen vergebene, das Kulturdenkmal eindeutig identifizierende Objekt-Nummer. Der Link führt zum PDF-Denkmaldokument des Landesamtes für Denkmalpflege Sachsen. Bei ehemaligen Kulturdenkmalen können die Objektnummern unbekannt sein und deshalb fehlen bzw. die Links von aus der Datenbank entfernten Objektnummern ins Leere führen. Ein ggf. vorhandenes Icon  führt zu den Angaben des Kulturdenkmals bei Wikidata.

## Liste der Kulturdenkmale in Gittersee
| Bild           | Bezeichnung | Lage                            | Datierung                                                                        | Beschreibung | ID       |
| -------------- | --- | ------------------------------- | -------------------------------------------------------------------------------- | --- | -------- |
| Weitere Bilder | Sachgesamtheit Windbergbahn, Teilabschnitt Dresden, OT Gittersee                                                                                      | (Karte)                         | 1855–1856 (Eisenbahnanlage)                                                      | Windbergbahn (Sachgesamtheit): Sachgesamtheitsbestandteil der Sachgesamtheit Windbergbahn, Teilabschnitt Dresden, OT Gittersee mit den Einzeldenkmalen: Bahnhof einschl. Abfertigungs- und Dienstgebäude sowie Güterschuppen und den beweglichen Denkmalen (Eisenbahnfahrzeuge) (siehe Obj. ID-Nr. 09301644, Hermann-Michel-Straße 5) und Stahlträgerbrücke (km 5,204) – (siehe Obj. ID-Nr. 09301642, Karlsruher Straße) und dem Streckenverlauf als Sachgesamtheitsteil (siehe auch Sachgesamtheitsliste – ID-Nr. 09301623); Sachgesamtheit mit allen Bahnanlagen, darunter Gleisanlagen mit Unter- und Oberbau, Streckenkilometrierung, Fernmelde- und Signalanlagen, Bahnstationen einschließlich aller Funktionsbauten, Wärterhäuschen, Brücken und Durchlässen sowie bewegliche Denkmalen in den Gemeinden Freital (OT Potschappel, Birkigt, Burgk und Kleinnaundorf), Bannewitz (OT Bannewitz, Boderitz, Cunnersdorf, Hänichen und Possendorf) und Dresden (OT Gittersee), technisch herausragende, singuläre Gebirgsstrecke aus der Frühzeit der Eisenbahngeschichte zum Transport der im Freitaler Revier abgebauten Steinkohle und Anbindung der hiesigen Industrie, von industriegeschichtlicher und eisenbahngeschichtlicher Bedeutung. | 09301643 |
|                | Mietshaus mit Einfriedung in offener Bebauung | Emil-Rosenow-Straße 9 (Karte)   | um 1900 (Mietshaus)                                                              | zeittypischer Putzbau, Ansicht bestimmt durch Mittelrisalit mit Zierfachwerk und Schwebgiebel, charakterisiert durch weiten Dachüberstand des Walmdachs, Schweizerhausstil, von baugeschichtlicher und stadtentwicklungsgeschichtlicher Bedeutung. | 09211932 |
| Weitere Bilder | Friedhof Gittersee mit Paul-Gerhardt-Kirche | Friedhofstraße (Karte)          | 1896 (Friedhof)                                                                  | Sachgesamtheit Friedhof Gittersee in seiner gewachsenen funktionellen und gestalterischen Einheit mit folgenden Einzeldenkmalen: Paul-Gerhardt-Kirche (ursprünglich Friedhofskapelle) und Kriegerdenkmal für die Gefallenen des Ersten Weltkrieges (siehe auch Obj. ID-Nr. 09211931, gleiche Anschrift); Anlage vor allem baugeschichtlich und ortsgeschichtlich bedeutend. | 09306811 |
| Weitere Bilder | Paul-Gerhardt-Kirche (ursprünglich Friedhofskapelle) und Kriegerdenkmal für die Gefallenen des Ersten Weltkrieges (Einzeldenkmale zu ID-Nr. 09306811) | Friedhofstraße (Karte)          | 1896 (Friedhofskapelle), nach 1918 (Kriegerdenkmal 1. Weltkrieg)                 | Einzeldenkmale der o. g. Sachgesamtheit: Friedhof in seiner gewachsenen funktionellen und gestalterischen Einheit mit folgenden Einzeldenkmalen: Paul-Gerhardt-Kirche (ursprünglich Friedhofskapelle) und Kriegerdenkmal für die Gefallenen des Ersten Weltkrieges (siehe auch Obj. ID-Nr. 09306811, gleiche Anschrift); 1895 Friedhofweihe, 1897 Weihe der Kapelle (als Parentationshalle und Gemeindesaal genutzt), zeittypischer historisierender Bau von Woldemar Kandler, Umbau und Erweiterung der Kapelle in den 1920er Jahren zu einer Kirche mit Glockenturm, Anlage vor allem baugeschichtlich ortsgeschichtlich bedeutend. | 09211931 |
| Weitere Bilder | Bahnhof Dresden-Gittersee (Einzeldenkmal zu ID-Nr. 09301643)                                                                                          | Hermann-Michel-Straße 5 (Karte) | 1934 Kö 4500 (Diesellokomotive), 1930er Jahre (Güterschuppen), 1907 (Wartehalle) | Einzeldenkmale der Sachgesamtheit Windbergbahn: Bahnhof Dresden-Gittersee mit Wartehalle, Güterschuppen, Bahnsteig und Ausstellung historischer Eisenbahnfahrzeuge im Eigentum des Windbergbahnvereins: Kleindiesellok Kö 4500, Windbergaussichtswagen C Sa 12 70252, drei Fakultativwagen GCi 353-355, zwei Güterzuggepäckwagen, Privatbahnwagen der Döhlenstahl AG, GKW-Skl 24.0.3328 (Bauart Schöneweide), Kl 613 mit Anhängekran für Kraftrottenwagen, leichter Kleinwagen 01 (Rottenwagen), Gleiskraftrad Typ I, Elektrischer Bahnmeisterwagen (Sachgesamtheitsbestandteilsliste, Dresden – OT Gittersee – ID-Nr. 09301643); zum Bahnhof gehörig auch der Kleinlokschuppen aus den 1950er Jahren (siehe Obj. ID-Nr. 098306471, Gemeinde Freital – OT Burgk), für den Güterverkehr der umliegenden Bergbauschächte und nach deren Niedergang für die Industriebetriebe angelegter wichtiger Bahnhof der technisch herausragenden, singulären Gebirgsstrecke Windbergbahn, heute vollkommen anderes Erscheinungsbild aufgrund der Einstellung des Güterverkehrs, heute nur noch touristische Nutzung, von eisenbahngeschichtlicher, wirtschaftsgeschichtlicher und verkehrsgeschichtlicher Bedeutung.                                           | 09301644 |
|                | Eisenbahnbrücke Karlsruher Straße (Einzeldenkmal zu ID-Nr. 09301643)                                                                                  | Karlsruher Straße (Karte)       | 1965 (Eisenbahnbrücke)                                                           | Einzeldenkmal der Sachgesamtheit Windbergbahn, Teilabschnitt Dresden, OT Gittersee: Eisenbahnbrücke (km 5,204) der Eisenbahnstrecke Windbergbahn (siehe ID-Nr. 09301643); typische Stahlträgerbrücke des Eisenbahnbaus des 20. Jahrhunderts, Ersatzbau im Zuge der Instandsetzung für den Transport von Gütern und Personen auf der technisch herausragenden und singulären Gebirgsstrecke Windbergbahn, technikgeschichtliche und verkehrsgeschichtlich von Bedeutung. | 09301642 |
|                | Gasthof Gittersee; Konzert- und Ballsäle Gittersee (ehem.)                                                                                            | Karlsruher Straße 83 (Karte)    | um 1890 (Gasthof)                                                                | Gasthaus (ehem.) mit Saalanbau – historisierendes Gebäude mit repräsentativem Mittelrisalit, Putzfassade und Walmdach, der rückwärtig angebaute Ballsaal mit aufwendiger Ausstattung, vor allem im Stil der Neorenaissance, baugeschichtlich und ortsgeschichtlich bedeutend. Zunächst Gast- und Ballhaus, später unter anderem Sitz eines Theaters und des DEFA-Trickfilmstudios, heute Lagerhaus, nach 1990 saniert. | 09211928 |
|                | Rathaus Gittersee (ehem.) | Karlsruher Straße 96 (Karte)    | um 1900 (Rathaus)                                                                | Ehem. Rathaus, jetzt Wohnhaus – historisierender, repräsentativer Putzbau mit Natursteingliederung, Kopflage durch verbrochene Ecken und Ziergiebel betont, vor allem ortsgeschichtlich bedeutend. | 09211930 |
|                | Schulgebäude | Oskar-Seyffert-Straße 3 (Karte) | 1897 (Schule)                                                                    | Erstes eigenes Schulgebäude der Gemeinde, jetzt Sitz der 80. Grundschule „An der Windbergbahn“ – markanter historisierender Bau mit zeittypischer Klinkerfassade und Natursteingliederung, repräsentatives Eingangsportal, baugeschichtlich und ortsgeschichtlich bedeutend. | 09211929 |
|                | Wohnhaus und angebautes Seitengebäude eines Häusleranwesens                                                                                           | Potschappler Straße 10 (Karte)  | um 1800 (Häusleranwesen)                                                         | wohl ältestes Gebäude in Gittersee, Zeugnis des einst ländlich geprägten Ortskerns, mit einriegeligem Fachwerkobergeschoss, Satteldach und Sandsteingewänden, das Obergeschoss des giebelständiges Seitengebäude direkt an der Straße gelegen und am straßenseitigen Giebel des Wohnhauses angebaut, als Zeugnis der hiesigen Volksbauweise vor allem baugeschichtlich und ortsgeschichtlich bedeutend. | 09217587 |
|                | Mietshaus mit Einfriedung in offener Bebauung | Potschappler Straße 27 (Karte)  | Anfang 20. Jh. (Mietshaus)                                                       | zeittypischer Mietshausbau vom Anfang des 20. Jahrhunderts, Ansicht geprägt von Seitenrisaliten mit Zierfachwerkgiebeln und rustikaler Sandsteinsockelzone, Balkon in der straßenseitigen Mittelachse mit Jugendstildekor, baugeschichtlich und stadtentwicklungsgeschichtlich von Bedeutung | 09211933 |

## Ehemalige Kulturdenkmale
| Bild | Bezeichnung | Lage                  | Datierung | Beschreibung                                  | ID |
| ---- | ----------- | --------------------- | --------- | --------------------------------------------- | -- |
|      | Wohnhaus    | Schulstraße 8 (Karte) |           | frühere Schule mit Stützmauer und Einfriedung |    |